# Иђош
Иђош (мађ. Tiszahegyes) је насеље у Србији, у граду Кикинди, у Севернобанатском округу. Према попису из 2011, у Иђошу је било 1.822 становника.Према попису из 2022 броj становника je 1520.

## Име
Име долази од мађарске речи Hegyes, што значи брдовит, јер је око насеља било брежуљака. Међутим, у народу се име Иђош тумачило и овако: Када су Срби населили Иђош, државни инжењери су вукли ланац и премеравали место на коме ће дићи село. Ономе што је вукао ланац викао је инжењер Иди још! Иди још! - да још даље вуче ланац. Отуда се село прозове Идијош, односно Иђош.

## Историја
Први писани помен Иђоша датира из 12. марта 1339. године, али под именом Hegyesegyhas (мађ.  — „бреговит”; мађ.  — „црква”). Село је поменуо мађарски краљ Карло Роберт и који том приликом тај посед даје Микошфи Балинту. Од 1433-1442 посед припада породици Хађмаши. 4. марта 1458. краљ Матија Корвин посед дарује свом ујаку Силађи Михаљу, након чије смрти оно прелази у руке Тамишком жупану Кинижи Палу. Он на њему гради замак (претпоставља се да је замак разрушен приликом пљачкашког похода Бали-бег Малкочоглуa 1521. године). 1489. године Кинижи Пал продаје посед, село и пустару Харасти Ференцу. Након његове смрти посед поново долази у руке породице Хеђмаши и у њиховом је власништву до 1561. године када мађарски краљ Фердинанд I Хабзбуршки, због издаје одузима посед Хађмеши Криштофу и даје га Керечењи Ласлу, капетану града Ђула (у данашњој Мађарској). Средином наредног века село је још увек насељено, а по документу из 1647. године у поседу је Иштвана Ердељија, вицекапетана града Балашађармат. 1660. године у селу су забележени: поп Субота, јеромонах Максим, јеромонах Степан и Стеја Грујић. За време турске окупације село је познато под именом Идиос. Становници тог места били су Срби, који су у њему остали и након протеривања Турака. 1717. године село, које тада броји 30 српских кућа, је прикључено Бечкеречком округу. Услед недостатка јавне безбедности и одсуства војске, у зиму 1720. године, долази до расејавања становништва због небриге темишварске администрације. Наредних пар година улажу се напори да се становници врате на своје напуштене поседе. 1727. године село има 16 домова. 1736. године имао је 40 пореских обвезника. У јесен 1738. године Иђош је задесила још једна невоља. Куга је похарала становништво, које је имало доста проблема и са разбојницима који су тумарали овим крајевима. Управа Темишвара је тако 1739. године била принуђена да овде стационира групу Гиланијевог пука ради пружања заштите. Те 1739. године, као највећи поседник помиње се барон Иван Бајић. 1740. године имао је 18 домова. 5. маја 1751. године нове власти су одредиле да се село насели поморишким српским граничарима (долазе са севера око реке Мориш), а са Србима у село долазе и Мађари. Међутим, они га касније и напуштају и оснивају село Падеј, тако да село остаје већинско српско. Данашњи становници Иђоша махом су потомци некадашњих граничара. 1758. године забележени су свештеници: Теодор (Павловић) Поповић родом из Васиљкова (Мађарска), Трифун (Филиповић) Поповић родом из Петрова Села (у Бачкој) и Милутин Соколовић родом из Београда. 1773. године Иђош бележи 230 домова.
Аустријски царски ревизор Ерлер је 1774. године констатовао да место "Идиош" припада Бечкеречком округу и дистрикту. Становништво је било српско. 1787. године у селу је подигнута црква на темељима старе. У Хиђошу је 1797. године било четири православна свештеника. Били су то пароси, поп Павле Недић (рукоп. 1767), поп Константин Поповић (1787), поп Јован Поповић (1773) и ђакон Живојин Недић.

## Демографија
У насељу Иђош живи 1.646 пунолетних становника, а просечна старост становништва износи 38,2 година (37,4 код мушкараца и 39,0 код жена). У насељу има 702 домаћинства, а просечан број чланова по домаћинству је 3,10.
Ово насеље је углавном насељено Србима (према попису из 2002. године), а у последња три пописа примећен је пад у броју становника.
|  |

| Демографија | Демографија | Демографија |
| Година      | Становника  | Становника  |
| ----------- | ----------- | ----------- |
| 1948.       | 3.034       |             |
| 1953.       | 3.064       |             |
| 1961.       | 2.857       |             |
| 1971.       | 2.540       |             |
| 1981.       | 2.338       |             |
| 1991.       | 2.263       | 2.238       |
| 2002.       | 2.174       | 2.195       |

| Етнички састав према попису из 2002.‍ | Етнички састав према попису из 2002.‍ | Етнички састав према попису из 2002.‍ | Етнички састав према попису из 2002.‍ | Етнички састав према попису из 2002.‍ |
| ------------------------------------ | ------------------------------------ | ------------------------------------ | ------------------------------------ | ------------------------------------ |
|                                      |                                      |                                      |                                      |                                      |
| Срби                                 | Срби                                 |                                      | 1.916                                | 88,13%                               |
| Мађари                               | Мађари                               |                                      | 61                                   | 2,80%                                |
| Југословени                          | Југословени                          |                                      | 55                                   | 2,52%                                |
| Роми                                 | Роми                                 |                                      | 34                                   | 1,56%                                |
| Црногорци                            | Црногорци                            |                                      | 15                                   | 0,68%                                |
| Македонци                            | Македонци                            |                                      | 9                                    | 0,41%                                |
| Румуни                               | Румуни                               |                                      | 8                                    | 0,36%                                |
| Хрвати                               | Хрвати                               |                                      | 5                                    | 0,22%                                |
| Албанци                              | Албанци                              |                                      | 2                                    | 0,09%                                |
| Муслимани                            | Муслимани                            |                                      | 1                                    | 0,04%                                |
| непознато                            | непознато                            |                                      | 7                                    | 0,32%                                |

| \| \| м \| \| \| ж \| \| ? \| 1 \| \| \| 2 \| \| 80+ \| 22 \| \| \| 21 \| \| 75—79 \| 31 \| \| \| 35 \| \| 70—74 \| 42 \| \| \| 76 \| \| 65—69 \| 55 \| \| \| 71 \| \| 60—64 \| 48 \| \| \| 52 \| \| 55—59 \| 38 \| \| \| 46 \| \| 50—54 \| 90 \| \| \| 65 \| \| 45—49 \| 96 \| \| \| 80 \| \| 40—44 \| 82 \| \| \| 66 \| \| 35—39 \| 82 \| \| \| 72 \| \| 30—34 \| 70 \| \| \| 72 \| \| 25—29 \| 76 \| \| \| 61 \| \| 20—24 \| 66 \| \| \| 69 \| \| 15—19 \| 82 \| \| \| 71 \| \| 10—14 \| 80 \| \| \| 73 \| \| 5—9 \| 63 \| \| \| 77 \| \| 0—4 \| 72 \| \| \| 69 \| \| Просек : \| 37,4 \| \| \| 39,0 \| |      |  |  |      |
| |      |  |  |      |
| | м    |  |  | ж    |
| ? | 1    |  |  | 2    |
| 80+ | 22   |  |  | 21   |
| 75—79 | 31   |  |  | 35   |
| 70—74 | 42   |  |  | 76   |
| 65—69 | 55   |  |  | 71   |
| 60—64 | 48   |  |  | 52   |
| 55—59 | 38   |  |  | 46   |
| 50—54 | 90   |  |  | 65   |
| 45—49 | 96   |  |  | 80   |
| 40—44 | 82   |  |  | 66   |
| 35—39 | 82   |  |  | 72   |
| 30—34 | 70   |  |  | 72   |
| 25—29 | 76   |  |  | 61   |
| 20—24 | 66   |  |  | 69   |
| 15—19 | 82   |  |  | 71   |
| 10—14 | 80   |  |  | 73   |
| 5—9 | 63   |  |  | 77   |
| 0—4 | 72   |  |  | 69   |
| Просек : | 37,4 |  |  | 39,0 |

| Година пописа     | 1948. | 1953. | 1961. | 1971. | 1981. | 1991. | 2002. |
| ----------------- | ----- | ----- | ----- | ----- | ----- | ----- | ----- |
| Број домаћинстава | 791   | 855   | 823   | 806   | 779   | 759   | 702   |

| Број чланова      | 1   | 2   | 3   | 4   | 5  | 6  | 7  | 8 | 9 | 10 и више | Просек |
| ----------------- | --- | --- | --- | --- | -- | -- | -- | - | - | --------- | ------ |
| Број домаћинстава | 130 | 181 | 111 | 156 | 66 | 34 | 12 | 5 | 5 | 2         | 3,10   |

| Пол    | Укупно | Неожењен/Неудата | Ожењен/Удата | Удовац/Удовица | Разведен/Разведена | Непознато |
| ------ | ------ | ---------------- | ------------ | -------------- | ------------------ | --------- |
| Мушки  | 881    | 252              | 547          | 47             | 35                 | 0         |
| Женски | 859    | 126              | 546          | 160            | 27                 | 0         |
| УКУПНО | 1.740  | 378              | 1.093        | 207            | 62                 | 0         |

| Пол    | Укупно                    | Пољопривреда, лов и шумарство | Рибарство                            | Вађење руде и камена | Прерађивачка индустрија       |
| ------ | ------------------------- | ----------------------------- | ------------------------------------ | -------------------- | ----------------------------- |
| Мушки  | 459                       | 117                           | 13                                   | 7                    | 148                           |
| Женски | 223                       | 60                            | 0                                    | 1                    | 74                            |
| Укупно | 682                       | 177                           | 13                                   | 8                    | 222                           |
|        |                           |                               |                                      |                      |                               |
| Пол    | Производња и снабдевање   | Грађевинарство                | Трговина                             | Хотели и ресторани   | Саобраћај, складиштење и везе |
| Мушки  | 8                         | 29                            | 19                                   | 0                    | 59                            |
| Женски | 3                         | 2                             | 20                                   | 4                    | 12                            |
| Укупно | 11                        | 31                            | 39                                   | 4                    | 71                            |
|        |                           |                               |                                      |                      |                               |
| Пол    | Финансијско посредовање   | Некретнине                    | Државна управа и одбрана             | Образовање           | Здравствени и социјални рад   |
| Мушки  | 7                         | 1                             | 21                                   | 3                    | 16                            |
| Женски | 1                         | 2                             | 6                                    | 13                   | 21                            |
| Укупно | 8                         | 3                             | 27                                   | 16                   | 37                            |
|        |                           |                               |                                      |                      |                               |
| Пол    | Остале услужне активности | Приватна домаћинства          | Екстериторијалне организације и тела | Непознато            | Непознато                     |
| Мушки  | 5                         | 0                             | 0                                    | 6                    | 6                             |
| Женски | 3                         | 0                             | 0                                    | 1                    | 1                             |
| Укупно | 8                         | 0                             | 0                                    | 7                    | 7                             |

- ОШ Миливој Оморац и спомен биста Миливоја Оморца
- Споменик палим борцима НОБ-а, рад вајарке Љубице Тапавички
- Православна Црква